# Apterocerina necta
Apterocerina necta är en tvåvingeart som beskrevs av Friedrich Georg Hendel 1914. Apterocerina necta ingår i släktet Apterocerina och familjen fläckflugor.
Artens utbredningsområde är Bolivia. Inga underarter finns listade.